# 田炳耕
田炳耕（1919年8月2日—2017年12月27日），浙江绍兴上虞人，美籍华裔电机工程专家。

## 生平
1934年就读于上海中法工业专科学校，1937年抗战爆发，远赴重庆，考入國立中央大學电机工程系，1940年三年级时因足伤由渝返沪，1941年在交通大学完成四年级课程毕业。1947年赴美国斯坦福大学学习，获博士学位。
在斯坦福大学期间发明微波放大的新器件—空间电荷波放大器。之后在美国贝尔实验室开展了更广泛的研究工作，发表了多篇研究论文，并取得多项专利，涉及微波理论和技术、材料科学、电波传播、噪声理论、铁磁体、超导体、声电效应、激光物理、集成光学、高速电子学等领域，成就卓著。
專長:應用物理科學。
2017年12月27日於美國辭世，享耆壽98歲。

## 荣誉
1975年当选为第二位华裔美国国家工程院院士，1978年当选为美国国家科学院院士。1988年榮任中華民國中央研究院第17屆(工程科學組)院士。